# División Central de la NBA
La División Central es una división de la Conferencia Este de la NBA.

## Equipos actuales
| Equipo              | Ciudad                | Año   | Desde            |
| Equipo              | Ciudad                | Unión | Unión            |
| ------------------- | --------------------- | ----- | ---------------- |
| Chicago Bulls       | Chicago, Illinois     | 1980  | Midwest Division |
| Cleveland Cavaliers | Cleveland, Ohio       | 1970  | —†               |
| Detroit Pistons     | Detroit, Míchigan     | 1978  | Midwest Division |
| Indiana Pacers      | Indianapolis, Indiana | 1979  | Midwest Division |
| Milwaukee Bucks     | Milwaukee, Wisconsin  | 1980  | Midwest Division |

Notas
- † denota un equipo de expansión.

### Equipos a lo largo de la historia
|  | Denota equipo que pertenece actualmente a la división |
|  | Denota equipo que dejó la división                    |

## Campeones
|  | Obtiene o iguala el mejor balance victorias-derrotas de esa temporada |

| Temporada | Equipo              | Récord       | Resultado en playoffs             |
| --------- | ------------------- | ------------ | --------------------------------- |
| 1970-71   | Baltimore Bullets   | 42–40 (.512) | Pierde Finales de la NBA          |
| 1971-72   | Baltimore Bullets   | 38–44 (.463) | Pierde Semifinales de Conferencia |
| 1972-73   | Baltimore Bullets   | 52–30 (.634) | Pierde Semifinales de Conferencia |
| 1973-74   | Capital Bullets     | 47–35 (.573) | Pierde Semifinales de Conferencia |
| 1974-75   | Washington Bullets  | 60–22 (.732) | Pierde Finales de la NBA          |
| 1975-76   | Cleveland Cavaliers | 49–33 (.598) | Pierde Finales de Conferencia     |
| 1976-77   | Houston Rockets     | 49–33 (.598) | Pierde Finales de Conferencia     |
| 1977-78   | San Antonio Spurs   | 52–30 (.634) | Pierde Semifinales de Conferencia |
| 1978-79   | San Antonio Spurs   | 48–34 (.585) | Pierde Finales de Conferencia     |
| 1979-80   | Atlanta Hawks       | 50–32 (.610) | Pierde Semifinales de Conferencia |
| 1980-81   | Milwaukee Bucks     | 60–22 (.732) | Pierde Semifinales de Conferencia |
| 1981-82   | Milwaukee Bucks     | 55–27 (.671) | Pierde Semifinales de Conferencia |
| 1982-83   | Milwaukee Bucks     | 51–31 (.622) | Pierde Finales de Conferencia     |
| 1983-84   | Milwaukee Bucks     | 50–32 (.610) | Pierde Finales de Conferencia     |
| 1984-85   | Milwaukee Bucks     | 59–23 (.720) | Pierde Semifinales de Conferencia |
| 1985-86   | Milwaukee Bucks     | 57–25 (.695) | Pierde Finales de Conferencia     |
| 1986-87   | Atlanta Hawks       | 57–25 (.695) | Pierde Semifinales de Conferencia |
| 1987-88   | Detroit Pistons     | 54–28 (.659) | Pierde Finales de la NBA          |
| 1988-89   | Detroit Pistons     | 63–19 (.768) | Gana Finales de la NBA            |
| 1989-90   | Detroit Pistons     | 59–23 (.720) | Gana Finales de la NBA            |
| 1990-91   | Chicago Bulls       | 61–21 (.744) | Gana Finales de la NBA            |
| 1991-92   | Chicago Bulls       | 67–15 (.817) | Gana Finales de la NBA            |
| 1992-93   | Chicago Bulls       | 57–25 (.695) | Gana Finales de la NBA            |
| 1993-94   | Atlanta Hawks       | 57–25 (.695) | Pierde Semifinales de Conferencia |
| 1994-95   | Indiana Pacers      | 52–30 (.634) | Pierde Finales de Conferencia     |
| 1995-96   | Chicago Bulls       | 72–10 (.878) | Gana Finales de la NBA            |
| 1996-97   | Chicago Bulls       | 69–13 (.841) | Gana Finales de la NBA            |
| 1997-98   | Chicago Bulls       | 62–20 (.756) | Gana Finales de la NBA            |
| 1998-99   | Indiana Pacers      | 33–17 (.660) | Pierde Finales de Conferencia     |
| 1999-00   | Indiana Pacers      | 56–26 (.683) | Pierde Finales de la NBA          |
| 2000-01   | Milwaukee Bucks     | 52–30 (.634) | Pierde Finales de Conferencia     |
| 2001-02   | Detroit Pistons     | 50–32 (.610) | Pierde Semifinales de Conferencia |
| 2002-03   | Detroit Pistons     | 50–32 (.610) | Pierde Finales de Conferencia     |
| 2003-04   | Indiana Pacers      | 61–21 (.744) | Pierde Finales de Conferencia     |
| 2004-05   | Detroit Pistons     | 54–28 (.659) | Pierde Finales de la NBA          |
| 2005-06   | Detroit Pistons     | 64–18 (.780) | Pierde Finales de Conferencia     |
| 2006-07   | Detroit Pistons     | 53–29 (.646) | Pierde Finales de Conferencia     |
| 2007-08   | Detroit Pistons     | 59–23 (.720) | Pierde Finales de Conferencia     |
| 2008-09   | Cleveland Cavaliers | 66–16 (.805) | Pierde Finales de Conferencia     |
| 2009-10   | Cleveland Cavaliers | 61–21 (.744) | Pierde Semifinales de Conferencia |
| 2010-11   | Chicago Bulls       | 62–20 (.756) | Pierde Finales de Conferencia     |
| 2011-12   | Chicago Bulls       | 50–16 (.758) | Pierde 1.ª ronda                  |
| 2012-13   | Indiana Pacers      | 49–32 (.605) | Pierde Finales de Conferencia     |
| 2013-14   | Indiana Pacers      | 56–26 (.683) | Pierde Finales de Conferencia     |
| 2014-15   | Cleveland Cavaliers | 53–29 (.646) | Pierde Finales de la NBA          |
| 2015-16   | Cleveland Cavaliers | 57–25 (.695) | Gana Finales de la NBA            |
| 2016-17   | Cleveland Cavaliers | 51–31 (.622) | Pierde Finales de la NBA          |
| 2017-18   | Cleveland Cavaliers | 50–32 (.610) | Pierde Finales de la NBA          |
| 2018-19   | Milwaukee Bucks     | 60–22 (.732) | Pierde Finales de Conferencia     |
| 2019-20   | Milwaukee Bucks     | 56–17 (.767) | Pierde Semifinales de Conferencia |
| 2020-21   | Milwaukee Bucks     | 46–26 (.639) | Gana Finales de la NBA            |
| 2021-22   | Milwaukee Bucks     | 51–31 (.622) | Pierde Semifinales de Conferencia |
| 2022-23   | Milwaukee Bucks     | 58–24 (.707) | Pierde 1.ª ronda                  |
| 2023-24   | Milwaukee Bucks     | 49–33 (.598) | Pierde 1.ª ronda                  |
| 2024-25   | Cleveland Cavaliers | 64–18 (.780) | Pierde Semifinales de Conferencia |

## Títulos
|  | Denota equipo que ya no pertenecen a la División Central |

| Equipo                                                              | Títulos | Temporada(s) |
| ------------------------------------------------------------------- | ------- | --- |
| Milwaukee Bucks                                                     | 13      | 1980-81, 1981-82, 1982-83, 1983-84, 1984-85, 1985-86, 2000-01, 2018-19, 2019-20, 2020-21, 2021-22, 2022-23, 2023-24 |
| Detroit Pistons                                                     | 9       | 1987-88, 1988-89, 1989-90, 2001-02, 2002-03, 2004-05, 2005-06, 2006-07, 2007-08                                     |
| Chicago Bulls                                                       | 8       | 1990-91, 1991-92, 1992-93, 1995-96, 1996-97, 1997-98, 2010-11, 2011-12                                              |
| Cleveland Cavaliers                                                 | 8       | 1975-76, 2008-09, 2009-10, 2014-15, 2015-16, 2016-17, 2017-18, 2024-25                                              |
| Indiana Pacers                                                      | 6       | 1994-95, 1998-99, 1999-00, 2003-04, 2012-13, 2013-14                                                                |
| Baltimore / Capital / Washington Bullets (ahora Washington Wizards) | 5       | 1970-71, 1971-72, 1972-73, 1973-74, 1974-75                                                                         |
| Atlanta Hawks                                                       | 3       | 1979-80, 1986-87, 1993-94                                                                                           |
| San Antonio Spurs                                                   | 2       | 1977-78, 1978-79 |
| Houston Rockets^                                                    | 1       | 1976-77 |